# مشعل حمد كانو
مشعل حمد كانو (25 فبراير 1969) هو رجل أعمال إماراتي، ورئيس مجلس إدارة مجموعة كانو ومقرها في الإمارات العربية المتحدة وسلطنة عمان. أدرج ضمن قائمة أقوى 100 شخصية عربية لعام 2017، أقوى 100 شركة، وعلى قائمة الأثرياء لعام 2009، وأغنى العرب في العالم.
وفي عام 2015، تولى منصب رئيس مجلس إدارة مجموعة كانو بعد وفاة يوسف أحمد كانو في عام 2014. تعمل مجموعة كانو عبر مجموعة من الصناعات، في الشحن، والسفر، والآلات، والخدمات اللوجستية، والعقارات، والطاقة (النفط والغاز والكهرباء والمياه)، والمواد الكيميائية الصناعية، والتدريب، وتجارة التجزئة، والأنشطة التجارية، بالإضافة إلى مشاريع مشتركة أخرى.

## النشأة والتعليم
ولد مشعل كانو في دبي وتلقى تعليمه في المدرسة الثانوية المحلية، وواصل دراسته الجامعية في الولايات المتحدة. حصل على اللاهوت المقارن والفلسفة وتخصص مزدوج في الاقتصاد كدرجة أولى له، ثم حصل على ماجستير إدارة الأعمال في المالية من جامعة القديس توماس في هيوستن. ترك العمل لبعض الوقت وحصل بعد ذلك على ماجستير إدارة الأعمال الثاني من الجامعة الأمريكية في الشارقة، أصبح فيما بعد محاضرًا زائرًا في دورة في الأعمال العائلية. عمل في شركة آرثر أندرسن في دبي كمدقق حسابات قبل أن يعود إلى مجموعة كانو كنائب لرئيس مجلس الإدارة في عام 1997. وفي ذلك الوقت كان عمه مبارك كانو رئيس مجلس إدارة الشركة القابضة. شغل منصب نائب رئيس مجلس الإدارة حتى تولى منصبه الأخير.

## روابط خارجية
- الموقع الرسمي